# شاطئ مولي

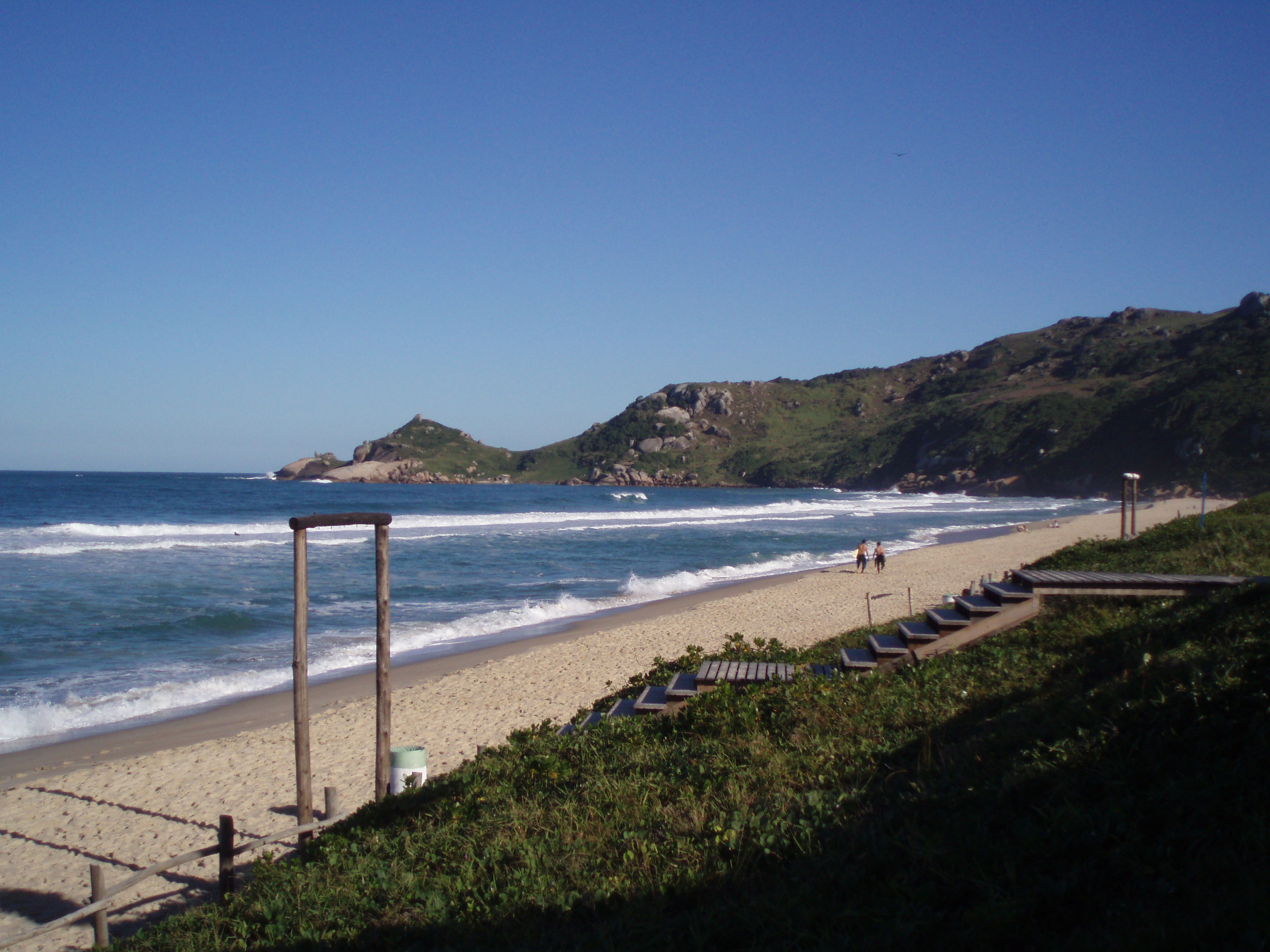
منظر من شاطئ مولي

يقع شاطئ مولي (بالبرتغالية: Praia Mole‏) في مدينة فلوريانوبوليس، البرازيل. يمتد الشاطئ 960 مترًا ويتراوح عرضه بين 10 م و 120 م. وهو واحد من العديد من المواقع السياحية للمثليين في فلوريانوبوليس. شاطئ مولي معروف أيضًا بأمواجه القوية والطويلة مما يجعله مثاليًا لركوب الأمواج. يعد الشاطئ أيضًا نقطة تقليدية لشباب هذه الجزيرة.
يتردد على الشاطئ راكبو الأمواج والطائرات الشراعية الذين يستخدمون التل في الجنوب كمنطلق للإقلاع. يتراوح الطول الطبيعي للموجة من 50 مترًا إلى 150 مترًا وتأتي سريعة وقوية من كلا الاتجاهين الأيسر والأيمن.
اتجاه الرياح عادة ما يكون الغرب والشمال الغربي والجنوب الغربي. اتجاه الانتفاخ هو الشرق والشمال والجنوب والشمال الشرقي. تتضخم الموجة من متر واحد إلى ارتفاع يصل إلى 2.5 متر. يقوم المد والجزر برفع وخفض الموجات.